# NGC 6522
NGC 6522 est un amas globulaire situé dans la constellation du Sagittaire à environ 25 100 a.l. (7,7 kpc) du Soleil et à 1 960 a.l. (0,6 kpc) du centre de la Voie lactée. Il a été découvert par l'astronome germano-britannique William Herschel en 1784. Cet amas est proche du cœur de la Voie lactée, dans une région du ciel appelée fenêtre de Baade, où l'absorption du milieu interstellaire est suffisamment faible pour permettre les observations des régions situées à proximité du centre galactique. NGC 6522 est situé à proximité de NGC 6528, un autre amas globulaire près du centre de notre galaxie.

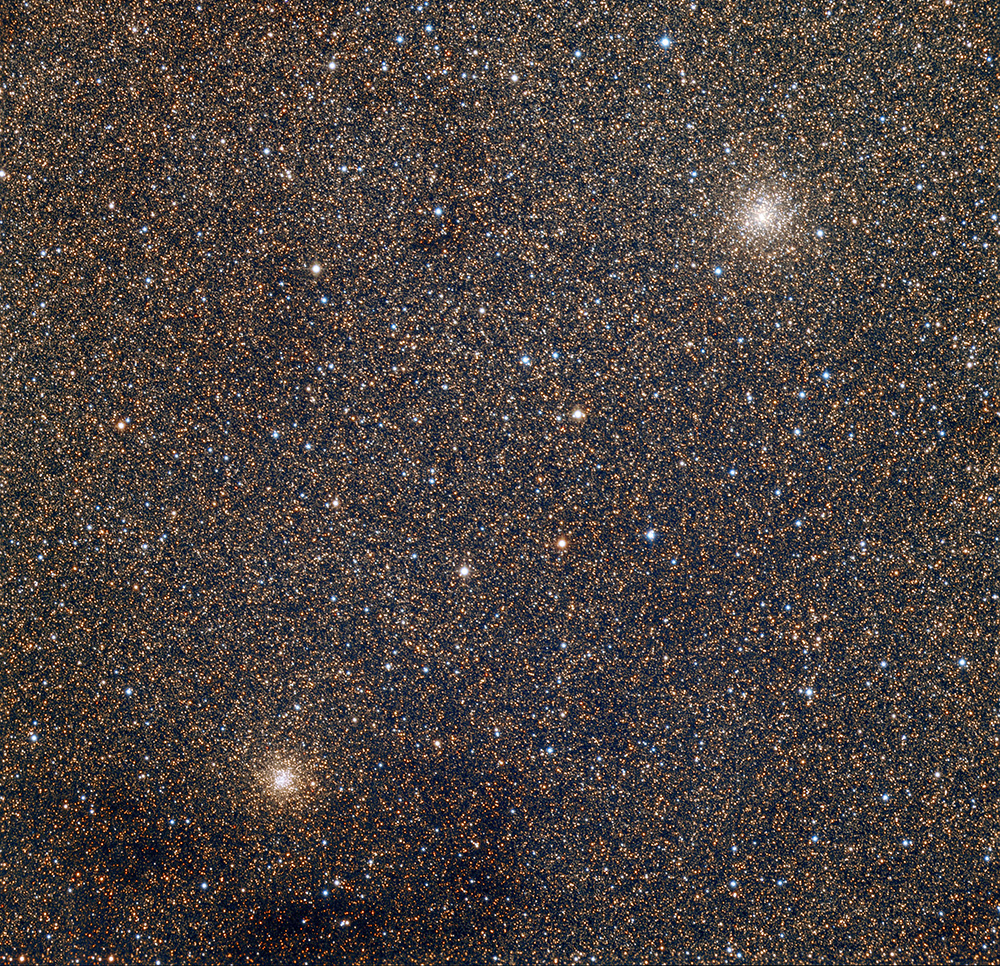
NGC 6522 et NGC 6528 sont tous deux près du centre de notre galaxie. (Adam Block, Observatoire du mont Lemmon/Université de l'Arizona.)

## Histoire, détermination de la distance du centre galactique
Historiquement, cet amas a joué un rôle important dans l'établissement de la distance au centre galactique. C'est l'astronome allemand Walter Baade qui eut le premier l'idée d'étudier certaines étoiles de cet amas pour en déduire leur distance et par suite, en supposant que cet objet était situé à proximité du centre galactique, la distance du centre galactique lui-même.
Baade proposa l'utilisation de cet amas en 1946, mais c'est en 1951 qu'il arriva à en déterminer la distance par l'étude d'étoiles variables de type RR Lyrae qu'il trouva en grande nombre (76) dans l'amas. La valeur trouvée par Baade était de 8,7 kpc, accord en apparence remarquable avec la valeur actuellement admise (7,7 kpc), mais pour une raison essentiellement fortuite restée célèbre. En effet, le résultat de Baade fut fortuitement proche de la distance exacte par la combinaison de deux erreurs s'étant heureusement compensées : il avait d'une part surestimé l'extinction en direction de NGC 6522, et d'autre part surestimé la magnitude absolue de ces astres, qu'il imaginait plus rougis et intrinsèquement plus brillants. L'erreur de Baade relativement au rougissement tient à ce qu'il avait mal évalué la nature des populations stellaires de cet amas. Il l'imaginait composé d'astres relativement déficients en métaux (c'est-à-dire pauvre en éléments chimiques autres que l'hydrogène et l'hélium), à l'instar des autres amas globulaires du halo galactique, alors qu'en réalité cet amas est très significativement enrichi en métaux, du fait de sa proximité avec le centre galactique. Finalement, du fait de cette propriété, il est plus rouge que ne le serait un amas plus pauvre en métaux, ce que Baade avait interprété à tort comme un signe d'un absorption interstellaire importante, celle-ci étant directement proportionnelle à l'excès de couleur rouge qu'il pensait observer. À ce titre, les étoiles de type RR Lyrae utilisées par Baade pour la déterminer la distance de NGC 6522 forment une population assez peu commune de cet amas globulaire et de cette région de la galaxie, étant, elles, relativement pauvres en métaux.

## Caractéristiques

### Distance et vitesse
Selon la base de données Simbad, la vitesse radiale héliocentrique de cet amas est égale à −13,90 ± 0,71 km/s,.  William W. Harris indique une valeur plus grande, soit −21,1 ± 3,4 km/s. Un article publié en 2019 indique aussi cette valeur de la vitesse pour cet amas et une troisième publication récente (2018) indique une valeur de −14,0 ± 0,6 km/s.  Cet amas est un peu allongé avec une ellipticité de 0,06.
Selon une étude publiée en 2011 par J. Boyles et ses collègues, la métallicité [Fe/H] de l'amas globulaire NGC 6522 est égale à -1,34 et sa masse est égale à 300 000{\displaystyle M_{\odot }}. Dans cette même étude, la distance de l'amas est aussi estimée à environ 7,7 kpc (∼25 100 al).

### Métallicité et âge
Cinq valeurs de la métallicité sont indiquées par Simbad, ces valeurs sont situées entre -1,04 et -1,69. Harris indique la même valeur que Boyles, soit -1,34. Une métallicité comprise entre -1,69 et -1,04 signifie que la concentration en fer de NGC 6522 est comprise entre 2,0% et 9,1% de celle du Soleil. Après le Big Bang, l'Univers étant surtout composé d'hydrogène et d'hélium, la métallicité était pratiquement nulle. L'univers s'est progressivement enrichi en métaux (éléments plus lourds que l'hélium) grâce à la synthèse de ceux-ci dans le cœur des étoiles. La métallicité des amas du halo de la Voie lactée varie d'un centième à un dixième de la métallicité solaire, ce qui signifie que ces amas se décomposent en deux sous-groupes, les relativement jeunes et les vieux. NGC 6522 est donc un amas enrichi en métaux lourd et relativement âgé.
Selon une étude spectroscopique exhaustive des populations stellaires des amas globulaires NGC 6522 et NGC 6626 (M28), la métallicité de ces deux amas est similaire et se situe entre -1,30 et 1,0 ce qui correspond à un âge situé entre 12,5 et 13,0 milliards d'années.

## Galerie

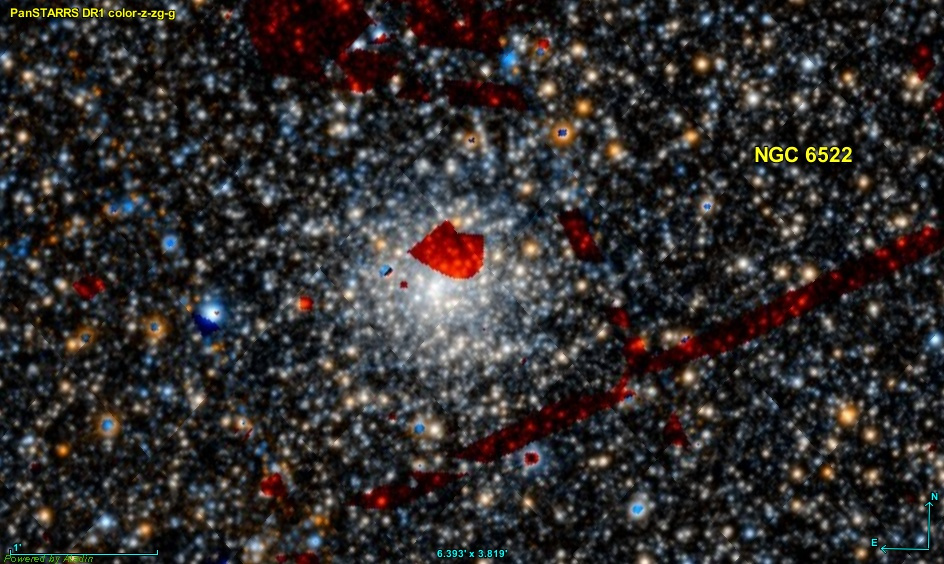
NGC 6522 par le relevé Pan-STARRS.
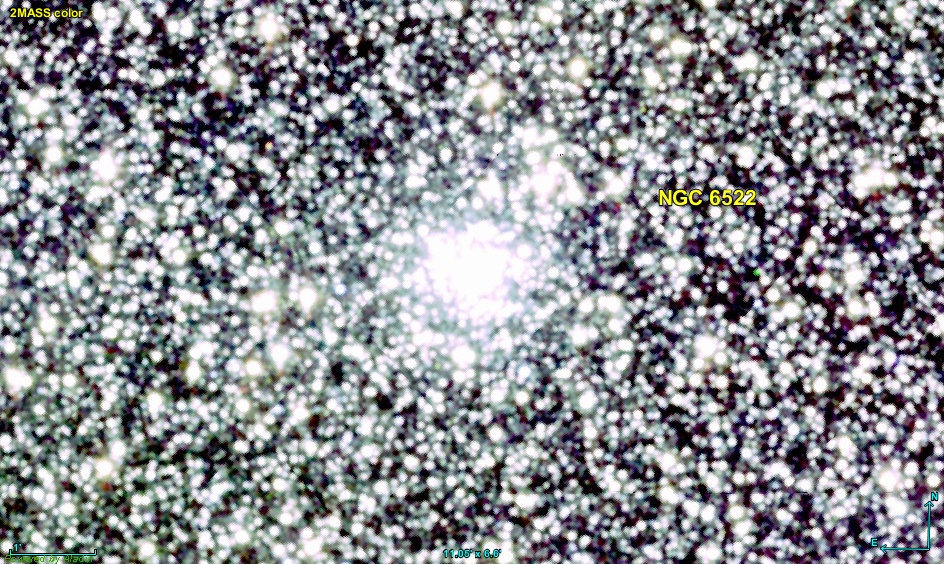
NGC 6522 en infrarouge par le relevé 2MASS.